# ティム・クラベー
ティム・クラベー（Tim Krabbé、1943年 - ）は、オランダの小説家、推理作家。男性。オランダの首都アムステルダム生まれ。アムステルダム在住。
日本語ではティム・クラッベ、ティム・クラベとも表記される。

## 略歴
1943年、祖父と父はオランダの高名な画家、母は小説家という芸術家一家に生まれる。弟のユルン・クラベー（ジェローン・クラッベ）はのちに映画監督・俳優になっている。
アムステルダム大学で心理学を専攻。1967年、『De werkelijke moord op Kitty Duisenberg』（キティ・ダウセンベルフ殺害の真相）で小説家デビュー。1984年発表の『失踪』（原題：Het Gouden Ei（金の卵））は1988年にオランダで映画化され、オランダ最優秀映画賞を受賞した。同作は1993年にアメリカでも映画化されたが、結末が変更されており、クラベー自身が脚本を手掛けたオランダ版の方がはるかにいいと、クラベー自身は評価している。1997年発表の『洞窟』（原題：De Grot）も、クラベーの脚本でマルティン・コールホーヴェンにより映画化された。
1994年発表の『マダム・20』（原題：Vertraging（遅延））は、国際推理作家協会オランダ支部のオランダ推理作家協会（Genootschap van Nederlandstalige Misdaadauteurs）が年間最優秀のオランダ語で書かれた推理小説に贈る金のロープ賞（en:Gouden Strop）を受賞している。
作品は15カ国語に翻訳されている。日本では、上に挙げた『失踪』、『洞窟』、『マダム・20』が刊行されている。
チェスでも実力を発揮し、1967年から1972年にかけて、オランダのベスト20に入っている。チェスに関する著作もある。また、30歳のときに自転車競技を始め、本格的なトレーニングを積み、レースでの優勝経験もある。この経験を元に1978年には『Renner』（レーサー）という作品を執筆している。

## 日本語訳作品
- 失踪 （訳：矢沢聖子、1993年10月、日本放送出版協会、ISBN 9784140801338）（Het Gouden Ei (1984)）
- マダム・20 （訳：各務有二、1996年5月、青山出版社、ISBN 9784900845145）（Vertraging (1994)）
- 洞窟 （オランダ語から翻訳、訳：西村由美、2002年8月、アーティストハウス、ISBN 9784048973250） (De Grot (1997))

## 映像化作品
失踪
- 『ザ・バニシング -消失-（オランダ語版）』（1988年、 オランダ映画）
- 『失踪 妄想は究極の凶器』（1993年、アメリカ映画） ※上記映画のハリウッドリメイク。